# Millie Tomlinson
Millie Tomlinson (* 27. April 1992 in Derby) ist eine englische Squashspielerin.

## Karriere
Millie Tomlinson begann ihre Karriere im Jahr 2008 und gewann bislang 15 Titel auf der PSA World Tour. Ihre beste Platzierung in der Weltrangliste erreichte sie mit Rang 20 im Juli 2019. Bei ihrer ersten Teilnahme an einer Europameisterschaft zog sie 2017 sogleich ins Finale ein. In diesem unterlag sie Camille Serme jedoch deutlich mit 1:11, 3:11 und 3:11. 2018 setzte sie sich im Finale gegen Coline Aumard durch und wurde damit Europameister. Im Jahr darauf gab sie ihr Debüt für die englische Nationalmannschaft bei den Europameisterschaften und belegte mit der Mannschaft Rang zwei.
2013 machte Tomlinson ihren Abschluss in Politikwissenschaften an der Yale University, für die sie auch im College Squash aktiv war.

## Erfolge
- Europameisterin: 2018
- Vizeeuropameisterin mit der Mannschaft: 2019
- Gewonnene PSA-Titel: 15